# Humor Risk
Humor Risk er en amerikansk stumfilm fra 1921 af Dick Smith.

## Medvirkende
- Groucho Marx som Villain
- Harpo Marx somWatson
- Chico Marx som Henchman
- Zeppo Marx
- Jobyna Ralston som Heroine